# Business Never Personal
Albums de EPMD
Business as Usual
(1990) Back in Business
(1997)
Singles
1. Crossover
Sortie : 1992
2. Head Banger
Sortie : 29 octobre 1992

Business Never Personal est le quatrième album studio d'EPMD, sorti le 28 juillet 1992.
L'album s'est classé 5e au Top R&B/Hip-Hop Albums et 14e au Billboard 200 et a été certifié disque d'or par la Recording Industry Association of America (RIAA) le 13 octobre 1992.
Lors de l'enregistrement de cet opus, Erick Sermon et Parrish Smith devaient faire face à des problèmes financiers. En 1992, le domicile de Smith a été cambriolé et les auteurs du méfait ont déclaré avoir été payés par Sermon pour commettre ce vol. Cette allégation a conduit le groupe à se séparer. Les deux rappeurs ont publié chacun deux albums solo entre 1993 et 1996 avant de se réunir en 1997.

## Liste des titres
| No  | Titre                                    | Contient un (des) sample(s) de | Durée |
| --- | ---------------------------------------- | --- | ----- |
| 1.  | Boon Dox                                 | I Can Feel It in My Bones d'Earth, Wind & Fire If It Don't Turn You on (You Oughta Leave It Alone) du B.T. Express The Payback de James Brown The Assembly Line des Commodores Do Me! de Bell Biv DeVoe Slow Down de Brand Nubian                                 | 2:48  |
| 2.  | Nobody's Safe Chump                      | Nobody Wants You When You're Down and Out de Bobby Womack Wah Wah Man du Young-Holt Unlimited The Message de Grandmaster Flash and The Furious Five featuring Grandmaster Melle Mel et Duke Bootee The New Style des Beastie Boys                                 | 2:12  |
| 3.  | Can't Hear Nothing But the Music         | Give Me Your Love de Barbara Mason Gonna Fly Now de Bill Conti It's a New Day des Skull Snaps School Boy Crush de l'Average White Band Jungle Boogie de Kool & the Gang                                                                                           | 3:37  |
| 4.  | Chill                                    | Street Thunder de Foreigner UFO d'ESG You Gots to Chill d'EPMD It's Funky Enough de The D.O.C. My Melody d'Eric B. & Rakim | 2:57  |
| 5.  | Head Banger (featuring K-Solo et Redman) | Papa Was Too de Joe Tex One of Those Funky Things de Parliament Slow Down de Brand Nubian Impeach the President des Honey Drippers Surprises des Last Poets Rock-A-Bye, Baby! (Keisha's Lullaby) (extrait de la bande-son du film New Jack City)                  | 4:52  |
| 6.  | Scratch Bring It Back (Part 2-Mic Doc)   | I Like It des Emotions UFO d'ESG Scenario de A Tribe Called Quest featuring Leaders of the New School Duck Down des Boogie Down Productions Rampage d'EPMD featuring LL Cool J Synthetic Substitution de Melvin Bliss Don't Be Afraid d'Aaron Hall I'm Mad d'EPMD | 3:04  |
| 7.  | Crossover                                | You Should Be Mine de Roger Say What d'Idris Muhammad Help Me, Rhonda des Beach Boys Bring the Noise de Public Enemy | 3:49  |
| 8.  | Cummin' at Cha (featuring Das EFX)       | Hot Pants de James Brown They Want EFX de Das EFX How I Could Just Kill a Man de Cypress Hill Straight Outta Compton de N.W.A Teddy's Jam de Guy 25 Ta Life de D-Nice Mic Checka de Das EFX Smokin Cheeba-Cheeba du Harlem Underground Band                       | 4:03  |
| 9.  | Play the Next Man                        | Sir Nose D'Voidoffunk (Pay Attention - B3M) de Parliament Can't Truss It de Public Enemy Jingling Baby de LL Cool J | 3:36  |
| 10. | It's Going Down                          | I Want You de Marvin Gaye Long Red de Mountain The Big Beat de Billy Squier | 4:12  |
| 11. | Who Killed Jane                          | Mary Jane de Rick James Papa Was Too de Joe Tex Jane II d'EPMD Stone Junkie (1972) de Curtis Mayfield | 3:47  |